# Belmont (Virginia)
|  | Dieser Artikel wurde aufgrund von inhaltlichen Mängeln auf der Qualitätssicherungsseite des Projektes USA eingetragen. Hilf mit, die Qualität dieses Artikels auf ein akzeptables Niveau zu bringen, und beteilige dich an der Diskussion! Eine nähere Beschreibung der zu behebenden Mängel fehlt. |

Belmont ist ein gemeindefreies Gebiet in Loudoun County im US-Bundesstaat Virginia. Belmont befindet sich entlang der Belmont Ridge Road (Virginia State Route 659) zwischen der Virginia State Route 7 und der Dulles Toll Road (Route 267). Das U.S. Census Bureau hat bei der Volkszählung 2020 eine Einwohnerzahl von 10.268 ermittelt.
Die Kreisstadt Leesburg ist 8 km entfernt, die Hauptstadt Washington, D.C. ist rund 62 km südöstlich von Belmont gelegen.
Der Washington & Old Dominion Railroad Trail, ein asphaltierter Pfad, der für Freizeitbetätigungen auf der Trasse der historischen Washington and Old Dominion Railroad errichtet wurde, kreuzt die Belmont Ridge Road. 